# Lättvikt i grekisk-romersk stil för herrar i brottning vid olympiska sommarspelen 2004
Herrarnas brottningsturnering i grekisk-romersk stil i viktklassen lättvikt vid olympiska sommarspelen 2008 avgjordes den 24-25 augusti i Aten i Ano Liossia Olympic Hall. 

## Medaljörer
| Klass    | Guld                          | Silver                 | Brons                        |
| Lättvikt | Farid Mansurov · Azerbajdzjan | Şeref Eroğlu · Turkiet | Mchitar Manukjan · Kazakstan |

## Resultat

### Förkortningar
- EF — Vinst genom förverkande, förloraren ej plancerad
- E2 — Båda brottarna diskvalificerade för brott mot reglerna
- EV — Diskvalifikation från samtliga tävlingar för brott mot reglerna
- EX — 3 varningar eller brott mot reglerna
- PA — Skada/uteblivande
- PO — Vinst efter poäng, förloraren utan teknik-poäng
- PP — Vinst efter poäng, förloraren med teknik-poäng
- SP — Teknisk överlägsenhet, 10 poängs skillnad, förloraren hade poäng
- ST — Teknisk överlägsenhet, 10 poängs skillnad, förloraren utan poäng
- TO — Vinst efter fall
- KP — Klassificeringspoäng
- TP — Tekniska poäng

### Utslagningsronder

#### Grupp 1
| Tävlande                | Spelade | Vunna | Förlorade | KP | TP |
| ----------------------- | ------- | ----- | --------- | -- | -- |
| Jimmy Samuelsson (SWE)  | 2       | 1     | 1         | 4  | 6  |
| Maksim Semenov (RUS)    | 2       | 1     | 1         | 4  | 5  |
| Vaghinak Galstyan (ARM) | 2       | 1     | 1         | 4  | 4  |

|                         | Poäng |                         | KP     |
| ----------------------- | ----- | ----------------------- | ------ |
| Vaghinak Galstyan (ARM) | 2–2   | Maksim Semenov (RUS)    | 3–1 PP |
| Jimmy Samuelsson (SWE)  | 5–2   | Vaghinak Galstyan (ARM) | 3–1 PP |
| Maksim Semenov (RUS)    | 3–1   | Jimmy Samuelsson (SWE)  | 3–1 PP |

#### Grupp 2
| Tävlande             | Spelade | Vunna | Förlorade | KP | TP |
| -------------------- | ------- | ----- | --------- | -- | -- |
| Kim In-Sub (KOR)     | 2       | 2     | 0         | 6  | 9  |
| Nikolay Gergov (BUL) | 2       | 1     | 1         | 3  | 3  |
| Levente Füredy (HUN) | 2       | 0     | 2         | 2  | 3  |

|                      | Poäng |                      | KP     |
| -------------------- | ----- | -------------------- | ------ |
| Levente Füredy (HUN) | 2–3   | Nikolay Gergov (BUL) | 1–3 PP |
| Kim In-Sub (KOR)     | 6–1   | Levente Füredy (HUN) | 3–1 PP |
| Nikolay Gergov (BUL) | 0–6   | Kim In-Sub (KOR)     | 0–3 PO |

#### Grupp 3
| Tävlande             | Spelade | Vunna | Förlorade | KP | TP |
| -------------------- | ------- | ----- | --------- | -- | -- |
| Farid Mansurov (AZE) | 2       | 2     | 0         | 6  | 9  |
| Juan Marén (CUB)     | 2       | 1     | 1         | 3  | 3  |
| Ryszard Wolny (POL)  | 2       | 0     | 2         | 1  | 2  |

|                      | Poäng |                      | KP     |
| -------------------- | ----- | -------------------- | ------ |
| Farid Mansurov (AZE) | 3–0   | Juan Marén (CUB)     | 3–0 PO |
| Ryszard Wolny (POL)  | 2–6   | Farid Mansurov (AZE) | 1–3 PP |
| Juan Marén (CUB)     | 3–0   | Ryszard Wolny (POL)  | 3–0 PO |

#### Grupp 4
| Tävlande                | Spelade | Vunna | Förlorade | KP | TP |
| ----------------------- | ------- | ----- | --------- | -- | -- |
| Parviz Zeidvand (IRI)   | 2       | 2     | 0         | 6  | 8  |
| Kanatbek Begaliev (KGZ) | 2       | 1     | 1         | 3  | 9  |
| Moises Sánchez (ESP)    | 2       | 0     | 2         | 2  | 2  |

|                         | Poäng |                         | KP     |
| ----------------------- | ----- | ----------------------- | ------ |
| Kanatbek Begaliev (KGZ) | 0–5   | Parviz Zeidvand (IRI)   | 0–3 PO |
| Moises Sánchez (ESP)    | 1–9   | Kanatbek Begaliev (KGZ) | 1–3 PP |
| Parviz Zeidvand (IRI)   | 3–1   | Moises Sánchez (ESP)    | 3–1 PP |

#### Grupp 5
| Tävlande                 | Spelade | Vunna | Förlorade | KP | TP |
| ------------------------ | ------- | ----- | --------- | -- | -- |
| Şeref Eroğlu (TUR)       | 3       | 3     | 0         | 11 | 26 |
| Armen Vardanyan (UKR)    | 3       | 2     | 1         | 8  | 13 |
| Luis Izquierdo (COL)     | 3       | 1     | 2         | 4  | 0  |
| Manuchar Kvirkelia (GEO) | 3       | 0     | 3         | 0  | 1  |

|                          | Poäng |                          | KP     |
| ------------------------ | ----- | ------------------------ | ------ |
| Armen Vardanyan (UKR)    | 13–0  | Luis Izquierdo (COL)     | 4–0 ST |
| Manuchar Kvirkelia (GEO) | 1–11  | Şeref Eroğlu (TUR)       | 0–4 EV |
| Armen Vardanyan (UKR)    |       | Manuchar Kvirkelia (GEO) | 4–0 EV |
| Luis Izquierdo (COL)     | 0–10  | Şeref Eroğlu (TUR)       | 0–4 ST |
| Armen Vardanyan (UKR)    | 0–5   | Şeref Eroğlu (TUR)       | 0–3 PO |
| Luis Izquierdo (COL)     |       | Manuchar Kvirkelia (GEO) | 4–0 EV |

#### Grupp 6
| Tävlande                     | Spelade | Vunna | Förlorade | KP | TP |
| ---------------------------- | ------- | ----- | --------- | -- | -- |
| Mkhitar Manukyan (KAZ)       | 3       | 3     | 0         | 10 | 18 |
| Konstantinos Arkoudeas (GRE) | 3       | 2     | 1         | 7  | 13 |
| Jannis Zamanduridis (GER)    | 3       | 1     | 2         | 5  | 9  |
| Gordon Wood (USA)            | 3       | 0     | 3         | 3  | 6  |

|                           | Poäng |                              | KP     |
| ------------------------- | ----- | ---------------------------- | ------ |
| Jannis Zamanduridis (GER) | 2–3   | Mkhitar Manukyan (KAZ)       | 1–3 PP |
| Gordon Wood (USA)         | 3–9   | Konstantinos Arkoudeas (GRE) | 1–3 PP |
| Jannis Zamanduridis (GER) | 5–2   | Gordon Wood (USA)            | 3–1 PP |
| Mkhitar Manukyan (KAZ)    | 4–1   | Konstantinos Arkoudeas (GRE) | 3–1 PP |
| Jannis Zamanduridis (GER) | 2–3   | Konstantinos Arkoudeas (GRE) | 1–3 PP |
| Mkhitar Manukyan (KAZ)    | 11–1  | Gordon Wood (USA)            | 4–1 SP |

### Utslagningsträd
|  | Kvartsfinaler          | Kvartsfinaler          | Kvartsfinaler |  |  | Semifinaler            | Semifinaler            | Semifinaler        |   |                      | Final                  | Final                  | Final      |
|  |                        |                        |               |  |  |                        |                        |                    |   |                      |                        |                        |            |
|  | Jimmy Samuelsson (SWE) | Jimmy Samuelsson (SWE) | 3             |  |  |                        |                        |                    |   |                      |                        |                        |            |
|  | Kim In-Sub (KOR)       | Kim In-Sub (KOR)       | 1             |  |  | Jimmy Samuelsson (SWE) | Jimmy Samuelsson (SWE) | 1                  |   |                      |                        |                        |            |
|  | Farid Mansurov (AZE)   | Farid Mansurov (AZE)   | 2             |  |  | Farid Mansurov (AZE)   | Farid Mansurov (AZE)   | 3                  |   |                      |                        |                        |            |
|  | Parviz Zeidvand (IRI)  | Parviz Zeidvand (IRI)  | 1             |  |  |                        |                        |                    |   | Farid Mansurov (AZE) | Farid Mansurov (AZE)   | 4                      |            |
|  |                        |                        |               |  |  |                        | Şeref Eroğlu (TUR)     | Şeref Eroğlu (TUR) | 3 |                      |                        |                        |            |
|  |                        |                        |               |  |  | Şeref Eroğlu (TUR)     | Şeref Eroğlu (TUR)     | TO                 |   |                      |                        |                        |            |
|  |                        |                        |               |  |  | Mkhitar Manukyan (KAZ) | Mkhitar Manukyan (KAZ) |                    |   |                      | Bronsmatch             | Bronsmatch             | Bronsmatch |
|  |                        |                        |               |  |  |                        |                        |                    |   |                      |                        |                        |            |
|  |                        |                        |               |  |  |                        |                        |                    |   |                      | Jimmy Samuelsson (SWE) | Jimmy Samuelsson (SWE) | 1          |
|  |                        |                        |               |  |  |                        |                        |                    |   |                      | Mkhitar Manukyan (KAZ) | Mkhitar Manukyan (KAZ) | 8          |

|  | 5:e plats |                       |    |  |
|  |           |                       |    |  |
|  | 1         | Kim In-Sub (KOR)      | E2 |  |
|  | 1         | Kim In-Sub (KOR)      | E2 |  |
|  | 2         | Parviz Zeidvand (IRI) | E2 |  |